# Ajda Pekkanová
Ajda Pekkanová (celým jménem Ayşe Ajda Pekkanová, nepřechýleně Pekkan, čti [ɑjʃɛ aʒˌda pe̞kˈkan]IPA; * 12. února 1946, Istanbul) je turecká zpěvačka a herečka, která vydala více než 20 alb a ve světě prodala 42 miliónů kusů. V roce 1980 reprezentovala svou zemi na Eurovision Song Contest. Známá je také pro svůj výrazně mladší vzhled.

## Galerie

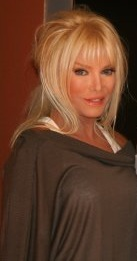
Ajda Pekkanová v roce 2012
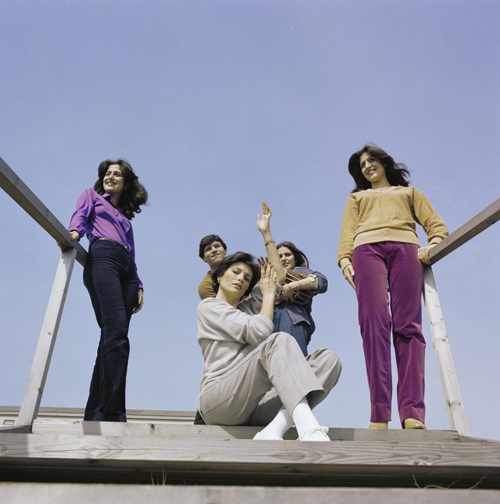
Ajda Pekkanová a její skupina na pohlednici k Eurovision Song Contest 1980